# Мецана Фридо (Потенца)
Мецана Фридо (итал. Mezzana Frido) је насеље у Италији у округу Потенца, региону Базиликата.
Према процени из 2011. у насељу је живело 42 становника. Насеље се налази на надморској висини од 988 м.